# Discocalyx perseifolia
Discocalyx perseifolia är en viveväxtart som beskrevs av Carl Christian Mez. Discocalyx perseifolia ingår i släktet Discocalyx och familjen viveväxter. Inga underarter finns listade i Catalogue of Life.